# Vult Ziehen
Vult Ziehen (* 5. Oktober 1899; † 16. April 1975 in Haar) war ein deutscher Zoologe und Psychiater, der von 1946 bis 1964 an der Oberbayerischen Kreis-Heil- und Pflegeanstalt in Haar leitend tätig war.

## Leben
Vult Ziehens Vater war der Psychiater und Neurologe Theodor Ziehen (1862–1950), bekannt als ein Begründer der deutschen Kinder- und Jugendpsychiatrie.
Vult Ziehen wurde 1925 an der Universität Halle in Zoologie zum Dr. sci. nat. promoviert.
Anschließend studierte er Medizin. Wie sein Vater beschäftigte er sich intensiv mit Entwicklungspsychologie und der Psychopathologie des Kleinkindes. Ab 1933 arbeitete er an der Psychiatrischen und Nervenklinik der Universität München. Er wurde 1937 dort mit einer Arbeit zur Vererbung der Schizophrenie bei Oswald Bumke zum Dr. med. promoviert.
Während des Zweiten Weltkriegs leistete er Dienst als Sanitätsoffizier, teils als Truppenarzt an der Front, teils am Lazarett, das in der Münchner Nervenklinik untergebracht war. Am 31. August 1941 wurde er am Dnepr im Zweiten Weltkrieg eingesetzt.
1946 ging Ziehen als Oberarzt und stellvertretender Direktor an die Oberbayerische Kreis-Heil- und Pflegeanstalt in Haar (ab 1956: Nervenkrankenhaus Haar bei München des Bezirks Oberbayern). Seinen Ruhestand verbrachte er in Haar.
1959 erstellte Ziehen ein Gutachten über Fritz Josef Berthold, der entmündigt im Nervenkrankenhaus Haar festgehalten wurde.

## Schriften (Auswahl)
- Untersuchungen zur vergleichenden Rassenanalyse von wildgrauer und albinotischer Hausmaus. In: Zeitschrift für wissenschaftliche Zoologie. Bd. 127, H. 3/4, 1926, S. 666–722 (Naturwissenschaftliche Dissertation, Universität Halle, 11. Juli 1925, unter dem Titel: Untersuchungen zur differentiellen Rassenanalyse von grauer und albinotischer Hausmaus).
- Manifestationswahrscheinlichkeit und Erbgang der Schizophrenie. In: Archiv für Psychiatrie und Nervenkrankheiten. Bd. 107, H. 1, 1938, S. 1–60, doi:10.1007/BF01968743 (Medizinische Dissertation, Universität München, 21. Juni 1937).
- Die Sorge um die Unheilbar-Psychotischen. In: Medizinische Klinik. Bd. 50 (1955), S. 936–942.
- Kriminalethologie (Verhaltensforschung und Verbrechen). In: Georg Eisen (Hrsg.): Handwörterbuch der Rechtsmedizin für Sachverständige und Juristen. Band 3: Der Täter, sein sozialer Bezug, seine Begutachtung und Behandlung. Enke, Stuttgart 1977, ISBN 3-432-01834-7, S. 124–150.